# NGC 3986
NGC 3986 је лентикуларна галаксија у сазвежђу Велики медвед која се налази на NGC листи објеката дубоког неба.
Деклинација објекта је + 32° 1' 17" а ректасцензија 11h 56m 44,2s. Привидна величина (магнитуда) објекта NGC 3986 износи 12,9 а фотографска магнитуда 13,8. NGC 3986 је још познат и под ознакама NGC 3966, UGC 6920, MCG 5-28-53, CGCG 157-58, IRAS 11541+3217, PGC 37544.